# Хамави
Хамавите (Chamaver, Chamaven, на латински: Chamavi, на гръцки: οι Καμαυοί) са западногерманско племе, кооето изчезва във франките.
Първо са били заселени на дъсния бряг на Рейн. През 1 век пр.н.е. те се местят на Долен Рейн, където преди това са живели Бруктерите.
Римските императори Констанций I и Константин Велики побеждават хамавите, които през средата на 4 век са нахлули в западната римска територия. Те са победени от Юлиан и сключват мир. Към края на 4 век избухват отново боеве, след като франкските племена напададнали римляните. За това съобщава историкът Сулпиций Александър. През 392 г. следва римска наказателна експедиция под командването на Арбогаст, който също е франк, но е римски magister militum. Римляните опустошават територията на хамавите.
В по-късните източници хамавите са наричани франки. През ранното Средновековие името им съществува под названието на Хамаланд в региона около Девентер (в Нидерландия).
Споменати са чрез „Правото на хамавите“ в правната Lex Francorum Chamavorum от Каролингското време.